# U-11 (Bundeswehr)
De U-11 is een Type 205 onderzeeboot van de Duitse marine. Het is zijn kleine onderzeeboot met een bemanning van 22 man en een bewapening van acht torpedo’s. De U-11 werd vooral ingezet in de relatief ondiepe Oostzee en kon tot 100 meter diep duiken. 
De Type 205 is een verbeterde versie van het Type 201, waarvan de bouw na drie exemplaren werd gestaakt. Voor de onderzeeboten van het Type 205 begon de marine te tellen vanaf de U-4. De aanduiding U-1 tot en met U-3 werden nog gebruikt voor de Type 201 schepen.
De bouw van de U-11 begon op 1 april 1966. De scheepswerf Howaltswerke in Kiel was voor de bouw verantwoordelijk. De boot kwam op 21 juni 1968 in dienst bij de 1. U-Bootgeschwader van de onderzeebootdienst in Kiel. Het werkgebied was de Oostzee en de onderzeeboten van deze klasse hadden als belangrijkste taak een Sovjet landing op de kust te verhinderen.
In 1987-1988 kreeg de U-11 een tweede romp om de oorspronkelijke romp. Ze werd een doelschip voor andere onderzeeboten en de extra romp bood bescherming tegen de inslagen van de oefentorpedo’s. Lange tijd was dit de enige onderzeeboot die binnen de NAVO hiervoor werd gebruikt en deed veelvuldig mee aan oefeningen. Op 3 februari 1997 kwam ze in aanvaring met een Finse tanker.
Op 30 oktober 2003, na 2140 dagen op zee en 178.000 zeemijlen, werd de U-11 uit dienst genomen. Hij werd overgebracht naar het Duitse eiland Fehmarn en doet daar vanaf mei 2005 dienst als museumschip.
Een zusterboot, de U-9 is als museumschip te bezoeken in het Technikmuseum Speyer.

## Fotogalerij

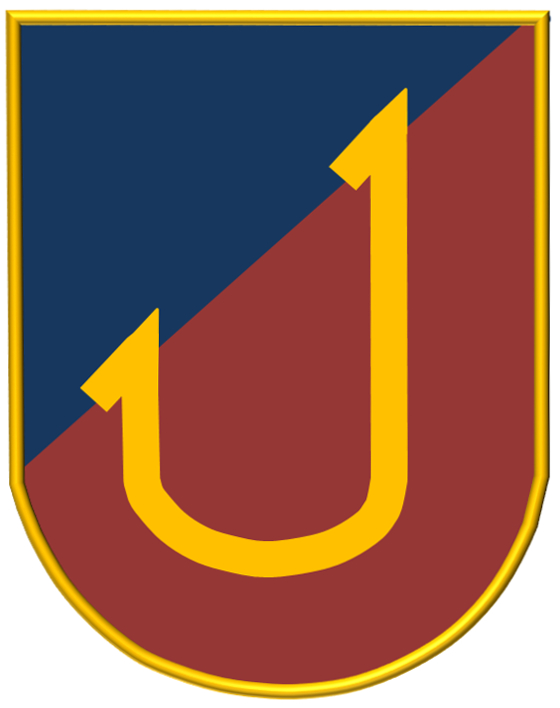
wapen van de U-11
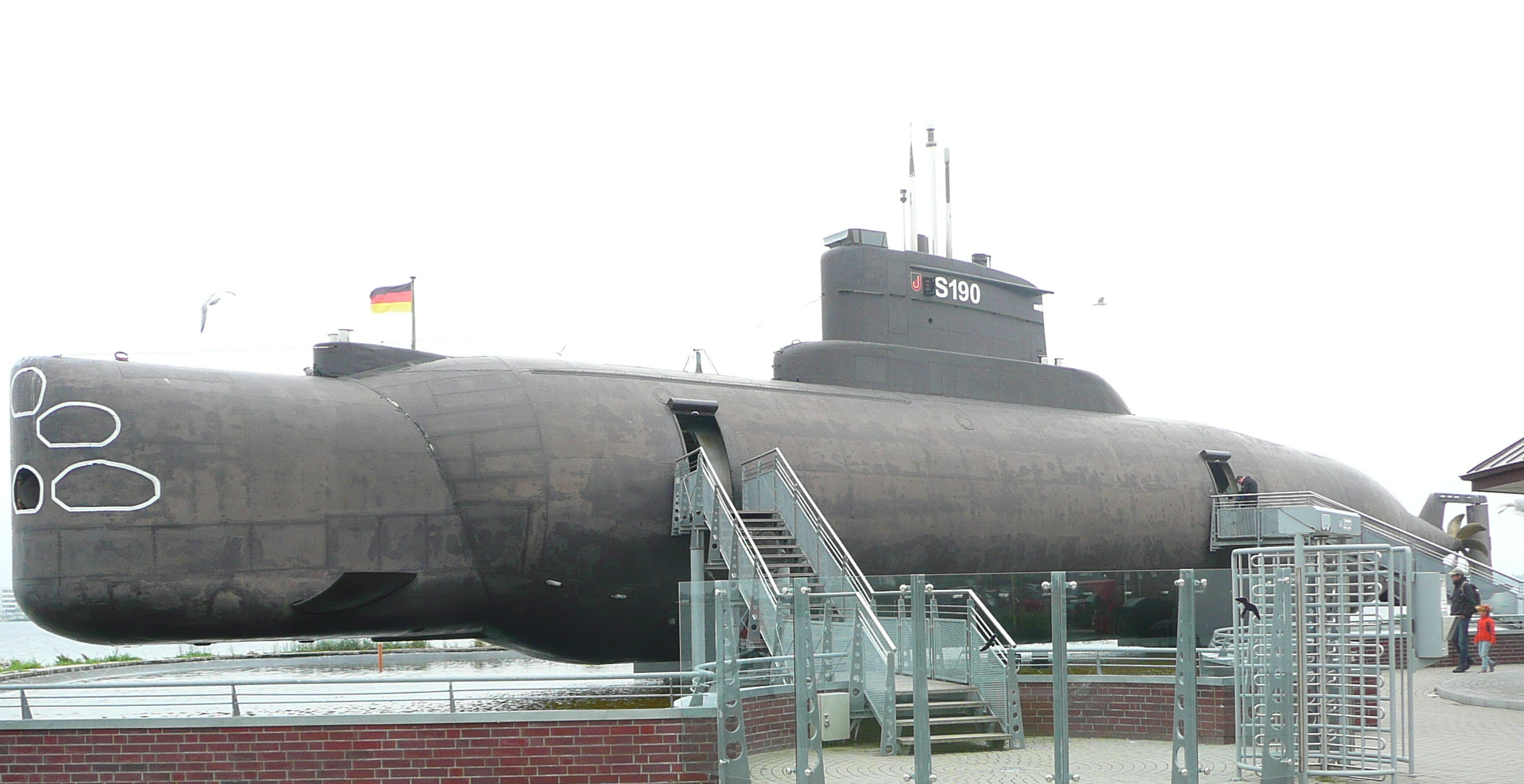
zijaanzicht
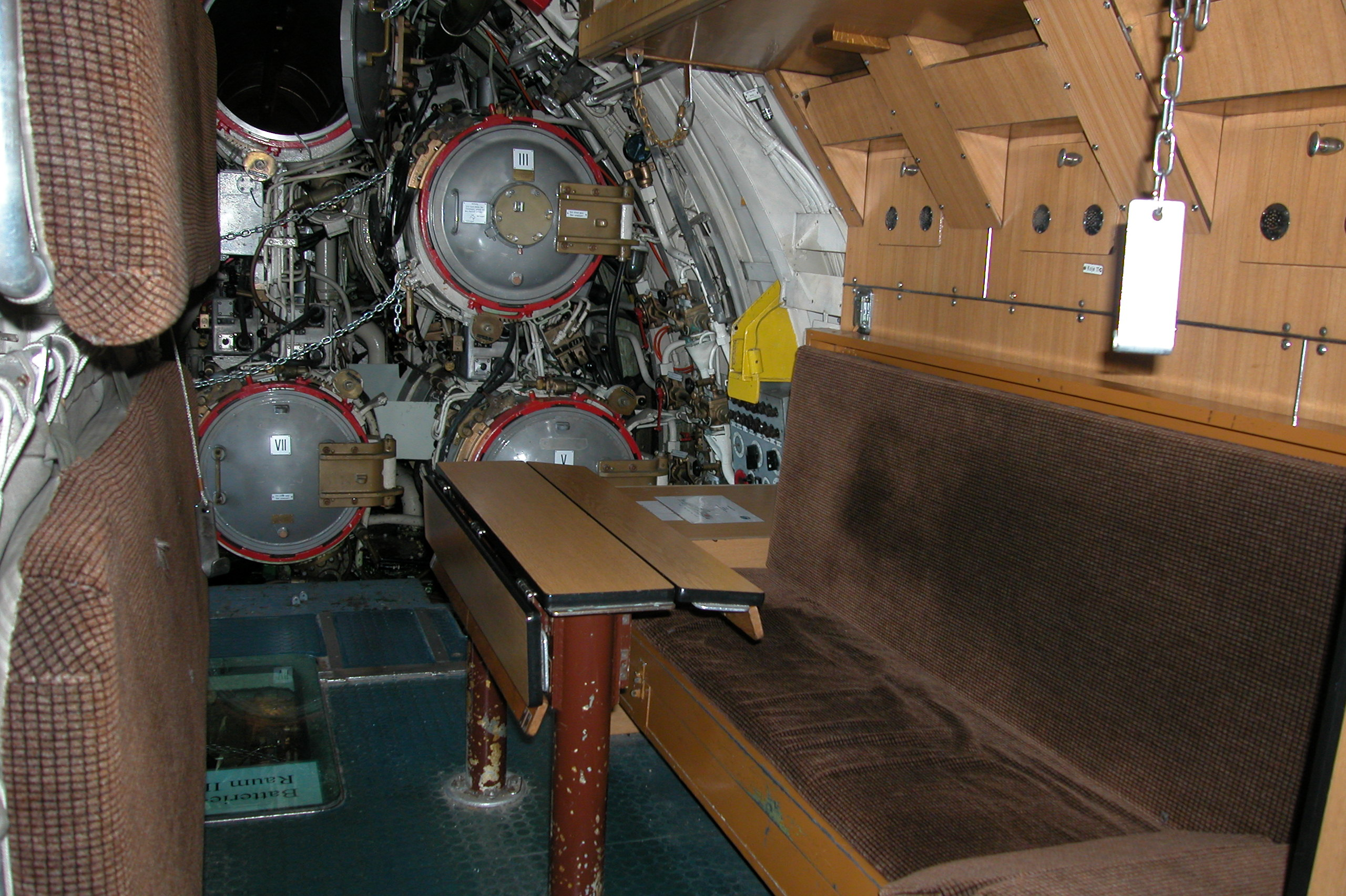
torpedokamer
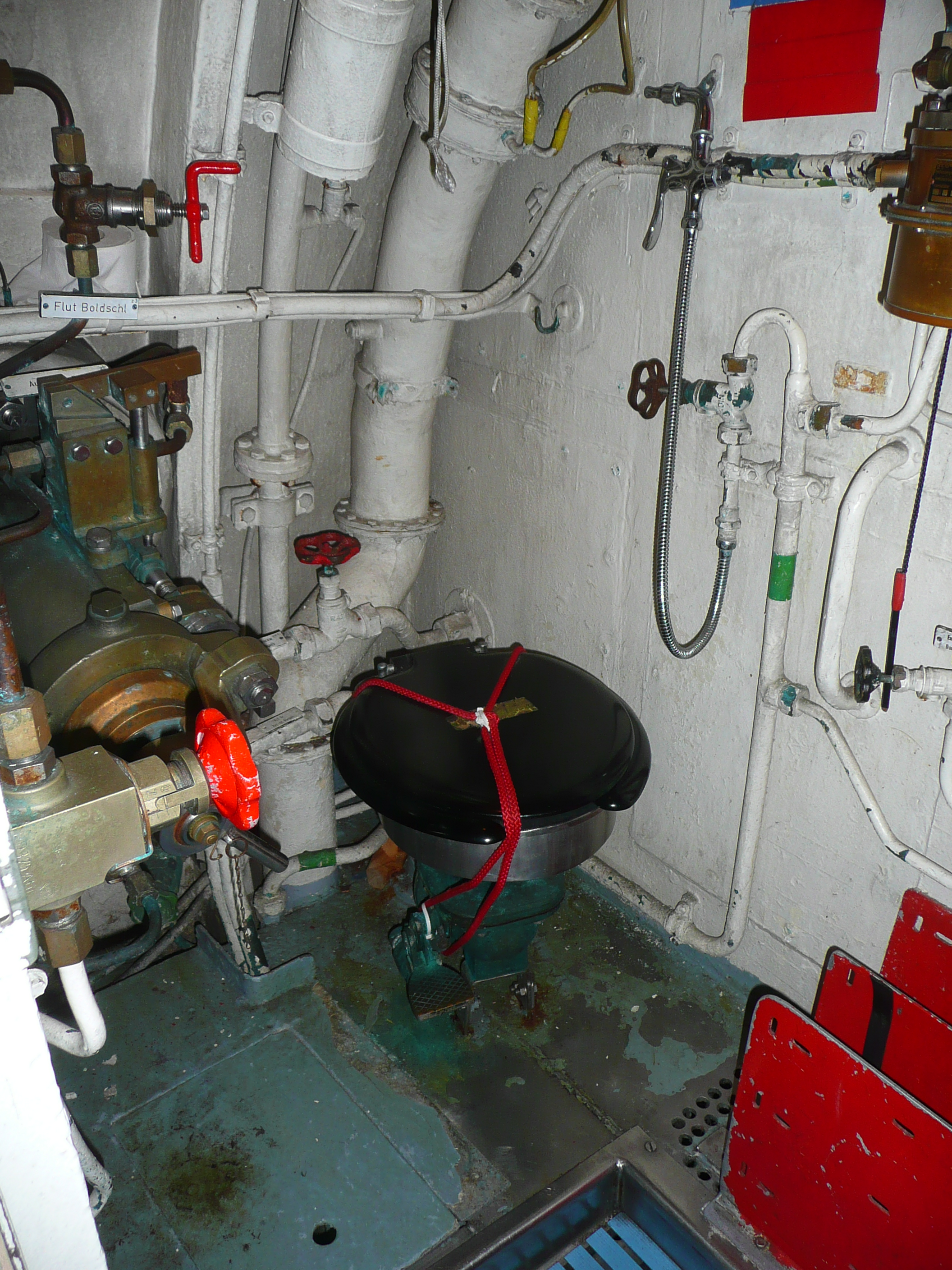
toilet